# Roussieux
 Roussieux  là một xã thuộc tỉnh Drôme trong vùng Auvergne-Rhône-Alpes ở đông nam nước Pháp. Xã Roussieux nằm ở khu vực có độ cao 879 mét trên mực nước biển.